# Уиллингхэм, Трэвис
Трэвис Уиллингхэм (англ. Travis Willingham, род. 3 августа 1981 года в Далласе, штат Техас, США) — американский актёр озвучивания, актёр игрового кино, сценарист и продюсер. Помимо многочисленных ролей в аниме, западной анимации и играх, известен своим участием в настольно-ролевом веб-шоу Critical Role.

## Биография
Уиллингхэм родился в Далласе 3 августа 1981 года. Он впервые заинтересовался актёрской игрой ещё в школе — Трэвис вызвался участвовать в школьных театральных чтениях, чтобы справиться с проявлениями своего СДВГ и высвободить лишнюю энергию; кроме того, его интерес к мюзиклам зародился из детского опыта в церковном хоре. Школьная учительница и родители побудили его перейти в среднюю школу, где была программа изящных искусств. После недолгого увлечения американским футболом Уиллингхэм вернулся к школьным постановкам — уже в старшей школе.
В колледже Трэвис увлёкся аниме «Жемчуг дракона Z» и узнал, что Лора Бэйли, озвучивавшая там одну из ролей, работает с тем же агентством, что и он. Через своего агента он узнал номер Бэйли и попросил ту замолвить за него словечко перед кастинг-директорами, чтобы он смог поучаствовать в озвучке любимого сериала. Лора не выполнила обещание, и Уиллингхэм попал в озвучивание только после того, как одному из режиссёров, с которым он работал на съёмках независимого фильма, понравился его голос, и он пригласил того в студию Funimation на пробы к аниме «Стальной алхимик».
После «Алхимика» и нескольких других проектов Трэвис в 2005 году переехал в Калифорнию, чтобы заниматься озвучкой на постоянной основе.
У Трэвиса есть младший брат Карсон.

## Карьера
На счету Трэвиса более нескольких сотен ролей в озвучивании — он известен своей ролью Роя Мустанга в аниме «Стальной алхимик», он неоднократно озвучивал Тора в анимационных проектах и играх Marvel (что, кстати, было его детской мечтой, и он даже сделал себе татуировку со словом «достойный» на старшем руническом алфавите), играл Ехидну Наклза в нескольких играх и анимации под франшизой Sonic, Гайла в серии Street Fighter, озвучил нескольких чемпионов в League of Legends; помимо этого, он снимался в сериях проектов вроде «Частей тела», был занят в захвате движения для монстров из фильма «Тор».

### Critical Role
По признанию самого Уиллингхэма, он не верил в успех стрима и думал, что проект прекратится после первого же выпуска из-за непопулярности.
После того, как шоу, выросшее из домашней кампании, где Трэвис был одним из игроков, набрало популярность и выросло в свой собственный бренд, Уиллингхэм стал генеральным директором фирмы Critical Role LLC, образованной кастом, чтобы управлять франшизой.
Когда у каста впервые возникла идея экранизировать события первой кампании шоу, Трэвис вместе с напарником по шоу Сэмом Ригелем прорабатывали питч «Легенды», который затем показывали анимационным студиям и стриминговым платформам. Впоследствии Трэвис стал одним из исполнительных продюсеров сериала и сценаристом двух эпизодов первого сезона.
Помимо основного шоу, Трэвис участвует и в побочных проектах канала, в 2022 году Трэвис стал участником одного из сезонов спин-оффа Exandria Unlimited, Calamity; в 2019 году он вместе с Брайаном У. Фостером вёл шоу Travis Willingham’s Yee-Haw Game Ranch, где оба играли в различные игры.
Уиллингхэм стал соавтором комикса о своём персонаже второй кампании Форде Стоуне в рамках серии комиксов The Mighty Nein Origins.

## Личная жизнь
Трэвис Уиллингхэм женат на актрисе озвучивания Лоре Бэйли. У четы есть сын Ронин.

## Фильмография
Примечание: указаны только наиболее известные роли и проекты.

### Аниме
| Год       | Название                                     | Роль               |
| --------- | -------------------------------------------- | ------------------ |
| 2003-2004 | Стальной алхимик                             | Рой Мустанг        |
| 2004-2006 | School Rumble                                | Тугу Масакадзу     |
| 2005      | Стальной алхимик: Завоеватель Шамбалы        | Рой Мустанг        |
| 2005      | Genesis of Aquarion                          | Пьер Виейра        |
| 2005-2006 | Наруто                                       | Йотака, Хачидай    |
| 2006      | Эрго Прокси                                  | Игги               |
| 2006      | Гостевой клуб лицея Оран                     | Такаси Моринодзука |
| 2006-2007 | Glass Fleet: La Legende du Vent de l’Univers | Клео               |
| 2006-2007 | Ghost Hunt                                   | Хосё Такигава      |
| 2006-2007 | Code Geass                                   | Андреас Дарлтон    |
| 2006-2007 | D.Gray-man                                   | Юу Канда           |
| 2007-2016 | Наруто: Ураганные хроники                    | Зецу               |
| 2008      | The Tower of Druaga                          | Ниба               |
| 2008      | Блассрейтер                                  | Германн            |
| 2008      | Рыцарь-Вампир                                | Тога Ягари         |
| 2008-2009 | Soul Eater                                   | Фри                |
| 2009-2011 | Sengoku Basara: Samurai Kings                | Катакура Кодзюро   |
| 2009-2012 | Стальной алхимик: Братство                   | Рой Мустанг        |
| 2010-2011 | One Piece. Большой куш                       | Эйс                |
| 2011      | Стальной алхимик: Священная звезда Милоса    | Рой Мустанг        |
| 2011      | Tiger & Bunny                                | Антонио Лопес      |
| 2011-2012 | Блич                                         | Куго Гинджоу       |

### Анимация
| Год       | Название                                      | Роль                  |
| --------- | --------------------------------------------- | --------------------- |
| 2011      | Люди Икс                                      | Джейсон Уайнгард      |
| 2012-2015 | Великий Человек-паук                          | Тор                   |
| 2012-2018 | София Прекрасная                              | Король Роланд II      |
| 2013-2015 | Халк и агенты У.Д.А.Р.                        | Тор                   |
| 2013-2019 | Мстители, общий сбор!                         | Тор                   |
| 2014      | The Marvel Experience                         | Тор                   |
| 2014-2017 | Соник Бум                                     | Ехидна Наклз          |
| 2015      | The Story of Vox Machina                      | Грог Стронгджо        |
| 2016-2019 | Стражи Галактики                              | Тор                   |
| 2016-2019 | Camp Camp                                     | Кэмерон Кэмпбелл      |
| 2022      | Batman and Superman: Battle of the Super Sons | Супермен / Кларк Кент |
| 2022-2023 | The Legend of Vox Machina                     | Грог Стронгджо        |

### Веб-шоу
| Год       | Название                               | Роль                                                           |
| --------- | -------------------------------------- | -------------------------------------------------------------- |
| 2015-н.в. | Critical Role                          | Грог Стронгджо, Форд Стоун, Бертран Белл, Четни Пок О’Пи и др. |
| 2019      | Travis Willingham’s Yee-Haw Game Ranch | ведущий                                                        |
| 2022      | Exandria Unlimited: Calamity           | Серрит Аграпнин                                                |

### Игры
| Год  | Название                                              | Роль                    |
| ---- | ----------------------------------------------------- | ----------------------- |
| 2003 | Fullmetal Alchemist and the Broken Angel              | Рой Мустанг             |
| 2004 | Fullmetal Alchemist 2: Curse of the Crimson Elixir    | Рой Мустанг             |
| 2004 | World of Warcraft                                     | Туралион, Газлоу        |
| 2005 | Fullmetal Alchemist: Dual Sympathy                    | Рой Мустанг             |
| 2006 | Fullmetal Alchemist: Premium Collection               | Рой Мустанг             |
| 2008 | Street Fighter IV                                     | Гайл                    |
| 2008 | The Last Remnant                                      | Торгал                  |
| 2009 | Revelations: Persona (порт на PSP)                    | Филемон                 |
| 2011 | Catherine (игра)                                      | Джонатан «Джонни» Арига |
| 2011 | Mario & Sonic at the London 2012 Olympic Games        | Ехидна Наклз            |
| 2012 | Street Fighter X Tekken                               | Гайл                    |
| 2012 | Halo 4                                                | Джул 'Мдама             |
| 2013 | Aliens: Colonial Marines                              | О’Нил                   |
| 2013 | Марио и Соник на Олимпийских зимних играх 2014 в Сочи | Ехидна Наклз            |
| 2013 | Thor: The Dark World                                  | Тор                     |
| 2014 | Infamous: Second Son                                  | Рэджи Роу               |
| 2014 | Hearthstone                                           | Рено Джексон            |
| 2014 | Middle-earth: Shadow of Mordor                        | Хиргон                  |
| 2014 | Far Cry 4                                             | Пол «де Плёр» Хармон    |
| 2014 | Saints Row: Gat out of Hell                           | Сатана                  |
| 2015 | Battlefield Hardline                                  | Карл Стоддард           |
| 2016 | Street Fighter V                                      | Гайл                    |
| 2016 | Batman: The Telltale Series                           | Харви Дэнт / Двуликий   |
| 2017 | Injustice 2                                           | Джей Гаррик             |
| 2017 | Fortnite                                              | Тор                     |
| 2017 | Marvel vs. Capcom: Infinite                           | Тор                     |
| 2017 | Middle-earth: Shadow of War                           | Кастамир                |
| 2017 | Pillars of Eternity II: Deadfire                      | Текеху, Грог Стронгджо  |
| 2018 | World of Warcraft: Battle for Azeroth                 | Туралион                |
| 2020 | Avengers                                              | Тор                     |

### Кино и сериалы
| Год       | Название             | Роль                               |
| --------- | -------------------- | ---------------------------------- |
| 2006      | Спасатель            | Трэвис Файнли                      |
| 2009      | Части тела           | Большая Джейн (в 3 серии 6 сезона) |
| 2011-2014 | Shelf Life           | Человек-герой                      |
| 2015      | The Phoenix Incident | Митч Адамс                         |